# ملعب لوتوس القرن
ملعب لوتوس القرن هو ملعب متعدد الاستخدام يقع في مدينة فوشان الصينية . غالبا ما يتم استخدامه لمباريات كرة القدم . يسع الملعب لجلوس 36 ألف متفرج . تم بنائه في سنة 2005 . أول مباراة استضافها كانت بين الصين و ميانمار ضمن تصفيات كأس العالم 2010 .